# Night Safari

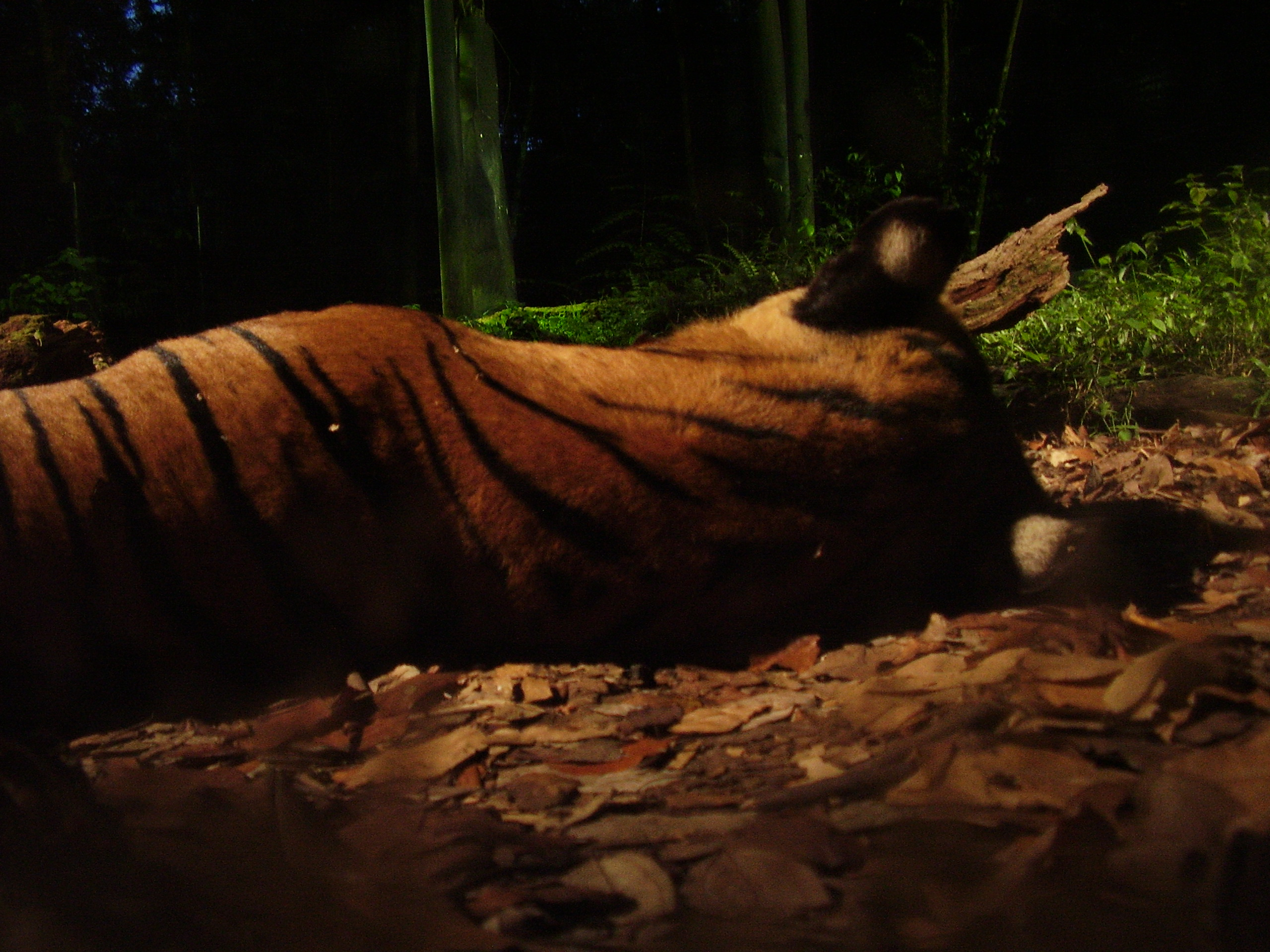
Un tigre à Night Safari (février 2006)

Le Night Safari est un parc zoologique singapourien, situé à côté de deux des trois autres zoos que compte la cité-État, le Zoo de Singapour et le River Safari, qui sont aussi gérés par l'ONG Wildlife Reserves Singapore (en).
Il s'agit d'un zoo nocturne, et c'est l'une des attractions touristiques les plus populaires de Singapour. Construit à un coût de 63 millions de dollars, il a été inauguré en 1994.
On y trouve de nombreuses espèces d'animaux et certains à une grande proximité, le zoo en lui-même apporte un certain réalisme au niveau du cadre naturel assez tropical. La visite du zoo peut s'effectuer en petit bus ou à pied.